# 101 (numero)
Centouno (101)  è il numero naturale dopo il 100 e prima del 102.

## Proprietà matematiche
- È un numero dispari.
- È un numero difettivo.
- È il ventiseiesimo numero primo, dopo il 97 e prima del 103.
  - È un numero primo di Eisenstein.
- È la somma di cinque numeri primi consecutivi, 101 = 13 + 17 + 19 + 23 + 29.
- È un numero decagonale centrato.
- Non ci sono altri numeri primi q tali che la lunghezza di periodo del relativo reciproco, 1/101, è equivalente alla lunghezza di periodo del reciproco di q, 1/q.
- È un numero palindromo nel sistema numerico decimale ed è il più piccolo numero primo palindromo composto da più di due cifre. Anche il suo quadrato (10201), il suo cubo (1030301) e la sua quarta potenza (104060401) sono palindromi.
- È parte delle terne pitagoriche (20, 99, 101), (101, 5100, 5101).
- È un numero intero privo di quadrati.
- È un numero congruente.

## Astronomia
- 101P/Chernykh è una cometa periodica del sistema solare.
- 101 Helena è un asteroide della fascia principale del sistema solare.
- NGC 101 è una galassia spirale della costellazione dello Scultore.

## Astronautica
- Cosmos 101 è un satellite artificiale russo.

## Chimica
- È il numero atomico del Mendelevio (Md), un attinide.

## Simbologia

### Storia
- Al termine della Guerra del Kippur, il fronte si trovò al kilometro 101 della strada Il Cairo-Suez; in quel luogo fu siglato l'armistizio tra Egitto e Israele.

## Convenzioni

### Istruzione
- Nel sistema universitario statunitense, il corso di base su un argomento è generalmente denominato 101. Ciò ha portato alla nascita dell'espressione "xxxx 101" per indicare un'introduzione al tema "xxxx".

### Informatica
- È il numero di tasti sulla tastiera dell'IBM PC-101, su cui le tastiere compatibili moderne dell'IBM sono basate.
- Il primo personal computer è stato la Programma 101 della Olivetti.

## Cinema
- Sono 101 i cani dalmata protagonisti del classico Disney La carica dei cento e uno (1961), che ha avuto un sequel e una trasposizione in chiave Live Action (La carica dei 101 - Questa volta la magia è vera) con relativo sequel; dal film è stata tratta una serie animata.

- 101 è il numero della stanza in cui abita Neo alias Thomas Anderson nel film The Matrix.